# شكيلزين غاشي
شكيلزين غاشي (بالألبانية: Shkëlzen Gashi‏) (مواليد 15 يوليو 1988) هو لاعب كرة قدم. يلعب مع منتخب ألبانيا لكرة القدم. سبق له أن لعب في بطولة أمم أوروبا لكرة القدم 2016 مع منتخب بلاده.

## روابط خارجية
- شكيلزين غاشي على موقع الاتحاد الأوربي (الإنجليزية)
- شكيلزين غاشي على موقع الدوري الأمريكي (الإنجليزية)
- شكيلزين غاشي على موقع قاعدة بيانات كرة القدم.إي يو (الإنجليزية)
- شكيلزين غاشي على موقع ناشيونال فوتبول تيمز (الإنجليزية)
- شكيلزين غاشي على موقع Soccerbase.com (لاعب) (الإنجليزية)
- شكيلزين غاشي على موقع Soccerway.com (الإنجليزية)
- شكيلزين غاشي على موقع عالم كرة القدم.نت (الإنجليزية)
- شكيلزين غاشي على موقع AS.com (الإسبانية)